# E591
E592 eller Europaväg 591 är en europaväg som går mellan Novorossijsk och Rostov-na-Donu i Ryssland. Längd 415 km.

## Sträckning
Novorossijsk – Rostov-na-Donu

## Standard
Vägen är landsväg hela sträckan. 

## Anslutningar till andra europavägar
- E115